# Valle de los Nueve
El Valle de los Nueve (también llamado erróneamente,  Valle de Los Nueves o Valle Los Nueves) es una localidad española del municipio de Telde, en la zona de medianías de la isla de Gran Canaria, comunidad autónoma de Canarias. Se divide entre el Valle de Los Nueve Alto y el Valle de Los Nueve Bajo, siguiendo su orografía oeste-este, a lo largo de la cual se distribuyen diversos núcleos poblacionales.
Atesora diversos valores etnográficos, culturales y naturales, como consecuencia de su importancia histórica, a la par que un conjunto de equipamientos y servicios públicos destinados a su población actual, dentro del municipio de Telde. Fue una de las primeras zonas de poblamiento y ocupación agrícola tras la conquista de la isla, siendo destinadas sus tierras y sus aguas al cultivo de la caña de azúcar durante el siglo XVI y del vino hasta mediados del siglo XVII, constituyéndose en parte de la nueva sociedad canaria que se instaura, como una de las zonas productoras más destacadas.

## Características

### Geografía
A una distancia máxima de 3,8 km del casco urbano del municipio, el Valle de Los Nueve se dirige en dirección oeste-este, con una orografía propiamente avallesada, limitada por dos accidentes geográficos paralelos (lomos y montañas), con un altitud media de 231 metros y una extensión aproximada de 3 kilómetros, siendo sus límites geográficos los siguientes:
Por el norte, la Montaña de Las Palmas y Las Longueras, separados del Valle por el Barranco del Agua, que atraviesa todo el valle y que, ya en los Llanos de Telde recibe la denominación de Barranco de Los Ríos y Barranco Real de Telde.
Por el sur, el Lomo Bristol, en toda su extensión, además del Barranco del Tundidor que desemboca en el Barranco del Agua en la parte alta del Valle (en la zona de El Puente).
Por el oeste, el Valle se inicia en el Paso de la Casablanca, con conexión hacia la zona de El Pastel y Tecén y limitando con el Lomo Magullo.
Por el este, el Valle finaliza en el Paso del Ejido Alto o de La Palmera, llegando al mismo límite del casco urbano de Telde (Punto Fielato), a través de la Cuesta del Valle.

### Población
El Valle de Los Nueve tiene una población total de 2.040 habitantes, distribuidas en dos áreas de asentamiento, como son la parte alta o Valle de Los Nueve Alto, que integra los núcleos de Paso de la Casablanca, Los Callejones, Barranco Tundidor, Hoya de Manrique, Finca de Malpais y El Puente y la parte baja o Valle de Los Nueve Bajo, Pasos de Herrera, Las Ruanas, Lomo Bristol, La Palmera, El Quinto y Cuesta del Valle.
Ha experimentado una evolución demográfica paralela al conjunto de Telde, generada tanto a un saldo vegetativo positivo (mayor número de nacimientos que de defunciones), como por efecto inmigratorio de nuevos residentes procedentes del resto del municipio y de la isla.
| Año  | Población | Año  | Población |
| ---- | --------- | ---- | --------- |
| 1629 | 122       | 1950 | 1.309     |
| 1675 | 180       | 1960 | 1.363     |
| 1770 | 170       | 1970 | 1.269     |
| 1850 | 180       | 1975 | 1.609     |
| 1860 | 162       | 1981 | 1.405     |
| 1887 | 237       | 1986 | 1.721     |
| 1900 | 409       | 1992 | 1.881     |
| 1924 | 560       | 1994 | 1.952     |
| 1930 | 677       | 2004 | 2.040     |
| 1940 | 825       | 2006 | 2.093     |
| 1945 | 936       | 2008 | 2.091     |
| 2009 | 2.105     | 2010 |           |

Fuente: Istac

## Historia
En el periodo indígena, la zona del Valle de Los Nueve se encontraba dentro del Faycanato de Telde, y recibía la denominación de Guadalda, que, según el historiador Buenaventura Bonnet y Reverón, es la raíz etimológica de la actual nombre (Uad-zona, barranco o valle, alda-nueve, según la terminología numérica aceptada para los aborígenes de Gran Canaria). Existen versiones populares sobre el origen del topónimo que son erróneas, y que indicarían de que provienen del número de los primeros pobladores castellanos y/o viviendas de la zona, y que son desmentidos por la documentación histórica, ya que fueron diez (y no nueve) el número de beneficiarios de los primeros repartos (como demuestra el historiador Vicente Suárez Grimón en su obra "La propiedad pública, vinculada y eclesiástica de Gran Canaria en el Antiguo Régimen") y por el hecho de que el topónimo ya aparece antes de la finalización de la conquista de Gran Canaria (1483).
Si bien probablemente fuese una zona de pastoreo y de aprovechamiento de sus aguas, con posible poblamiento (como atestigua la presencia cercana del extenso poblado de Tecén) no quedan vestigios de estas actividades ni de hechos históricos de este periodo, a excepción de la exploración realizada durante la conquista de la isla (entre 1466 y 1470), por un grupo de castellanos capitaneados por el español Diego de Herrera y el portugués Diego de Silva, procedentes desde su emplazamiento en la Bahía de Gando, quedando como testimonio de esta incursión el topónimo los Pasos de Herrera.
El Valle de los Nueve, debido a su fertilidad y abundancia de aguas, entra rápidamente a formar parte de las zonas a repartir entre los vencedores de la contienda, asignándose a diversos caballeros castellanos y soldados que habían participado en la conquista de la isla, entre los que destaca Alonso de Zurita, regidor de la isla. Prontamente, sus tierras fueron preparadas para el cultivo de la caña de azúcar, instalándose en la parte baja la industria azucarera, en concreto, el ingenio azucarero de Cristóbal García del Castillo y sus herederos.
Las abundantes aguas, procedentes de la cumbre de la isla y canalizadas en el Barranco del Agua, fueron destinadas al riego de este cultivo. Para regular su propiedad y aprovechamiento, se constituyó por Real Cédula firmada por los Reyes Católicos el Heredamiento de Aguas del Valle de Los Nueve, con fecha de 16 de septiembre de 1501, lo que la convierte en una de las primeras de Gran Canaria y del Archipiélago Canario.
El cultivo del azúcar se mantuvo hasta la mitad del siglo XVI siendo la principal actividad económica de la zona y del municipio, junto a otras zonas productoras de la isla como Arucas, la Vega de Las Palmas y Gáldar, destinándose la producción a los mercados europeos. Progresivamente, el cultivo fue sustituido por la viña, siendo nuevamente plantadas sus tierras de cepas de viñas y sus tierras cultivadas (por viticultores portugueses en su mayoría), hasta que nuevamente el comercio internacional entró en crisis en torno al año 1680, por diversas razones económicas y políticas.
El Valle de Los Nueve no ha sido ajeno a los procesos emigratorios que, históricamente, han vivido las Islas Canarias, censándose la presencia de oriundos en diversos lugares de destino (mayoritariamente en el continente americano) y etapas históricas, como son los casos de personas que emigraron a emplazamientos tales como Luisiana (EE. UU.) durante el siglo XVIII y diversos lugares de Cuba, Venezuela y Argentina durante los siglos XIX y XX. Sin olvidar a los esclavos que los castellanos utilizaron en sus viajes a América y la opresión del mismo.
De igual forma, el Valle de Los Nueve fue uno de los lugares más afectados por el periodo del cólera morbo, en Telde, en torno al año 1851, según el historiador teldense Carmelo Ojeda Rodríguez.
De este devenir histórico son consecuencia la evolución demográfica y, sobre todo, la configuración del poblamiento de todo el valle, dando resultado a los actuales núcleos de población y su destacado paisaje rural, propio de las medianías de la isla, como atestiguan la presencia de diversas viviendas tradicionales canarias, correspondientes a diversos periodos históricos de los siglos XVII, XVIII y XIX.
El Valle de Los Nueve ha sido objeto de visita y estudio por parte de diversos investigadores e historiadores a lo largo de los siglos, como son los casos de José María de Zuaznavar, a principios de 1806, y ya en siglo XX, el comisario arqueológico Sebastián Jiménez Sánchez, el historiador Vicente Sánchez Grimón y naturalistas e investigadores del Jardín Botánico Canario "Viera y Clavijo", así como el autor Pelayo Súarez Alejandro, oriundo del lugar.
Son diversas las personas nacidas o que han vivido en el Valle de Los Nueve que han alcanzado cierta relevancia social en Telde y en el exterior, siendo los más destacados los Hermanos Sosa (Laureano, José y Manuel), importantísimos luchadores de la Pila de Telde, que compartieron sus éxitos a principios del siglo XX junto a otros luchadores míticos en la época, resultando imbatidos durante unos años. Otros casos son los de Juan Ascanio, alcalde de Telde de mediados del siglo XX, los hermanos Suárez Robaina (Miguel, Juan y Santiago), fundadores del Foto Estudio "Suárez Robaina" y Margarita Medina, Miss España 1990, modelo y presentadora, los hermanos empresarios Venancio y Amado Benítez Falcón, entre otros.
El Valle de Los Nueve se ha constituido en un núcleo rural de las medianías de Telde que cuenta con los servicios y equipamientos públicos necesarios para la calidad de vida de sus residentes, concentrados en sus dos núcleos residenciales principales (Las Ruanas en la parte baja, Malpais en la parte alta) entre los que se encuentra:
- el Instituto de Educación Secundaria “Valle de Los Nueve”. Antiguamente llamado "El Pilar" y renombrado con el fin de mantener el nombre del barrio en la memoria histórica de la ciudad.
- el Centro de Educación Infantil y Primaria “Maestro Félix Santana”
- el Local Social del Valle de Los Nueve Bajo y el local social del Valle de los Nueve Alto, así como la sede de la A.V. El Pilar (en la parte alta).
- La plaza de Santa Marta y la plaza del Pilar, respectivamente.
- Canchas deportivas y otras instalaciones de ocio.

El Valle de Los Nueve cuenta con un importante movimiento asociativo, que canaliza la participación ciudadana de sus vecinos, que se demuestra por el elevado número de colectivos sociales existentes (según su población) entre los que se encuentra la Asociación de Vecinos (A.V.) “La Ilusión de La Esperanza”, la A.V. “Los Labriegos”, el Patronato de Fiestas “Las Nueve Casas”, la Asociación Juvenil “Efecto 2000”, Agrupación Folclórica "La Parranda del Valle", la A.V.del Pilar, la Asociación Cultural “Guadalda”, el Club Deportivo “Valle de Los Nueve” y el Patronato de Fiestas "Los Naranjeros", entre otros, además de dos comisiones de fiestas respectivas. De igual manera, la participación de los vecinos/as y colectivos se canaliza a través de mesas de coordinación y diversos procesos de participación social puestos en marcha en el barrio, lo que coloca al Valle de Los Nueve a la cabeza del movimiento asociativo en el municipio.
Como consecuencia del carácter propio que parecen atesorar sus residentes, el saber popular ha acuñado de manera anónima la siguiente estrofa para identificar a sus oriundos:
Soy del Valle de Los Nueve
Donde llueve y no gotea
Y a mi no me asustan las sombras
Ni bultos que se menean

## Fiestas
Sus festividades locales son:
- Fiestas en honor a Santa Marta y Virgen del Carmen, del 17 al 29 de julio.
- Fiestas en honor a la Virgen del Pilar, del 1 al 12 de octubre.

A estas celebraciones, se añaden la organización del Encuentro Folclórico del Valle de Los Nueve, a principios de verano, con presencia de agrupaciones folclóricas de todo el Archipiélago.
De igual manera, desde el año 2006 se viene celebrando, en el marco de las Fiestas del Pilar, un Recorrido Histórico y Natural del Valle de Los Nueve, a modo de ruta por los valores etnográficos, históricos, naturales y culturales de la parte alta del Valle, con presencia del cronista oficial de Telde y autoridades locales.

## Elementos destacables
El Valle de Los Nueve atesora diversos bienes de valor etnográfico, cultural y natural, como herencia de su devenir histórico, en algunos casos protegidos por la normativa vigente (Carta Etnográfica de Gran Canaria y otros), entre los que se citan los siguientes:
Espacios naturales
- Barranco del Tundidor
- Barranco del Agua
- Palmeral del Barranco del Tundidor
- Morretes de Malpais
- Palmera de la Casablanca

Bienes etnográficos
- Acueducto de El Pastel
- Cadenas de El Pastel
- Estanque de Manrique
- Acequias de Manrique
- Estanque de Los Morretes (ya desaparecido)
- Lavadero de Manrique
- Acequia de La Federica
- Majanos de la finca

Bienes arqueológicos
- Yacimiento arqueológico de Los Goretes y El Hoyo

Instituciones históricas
- Heredad de Aguas del Valle de Los Nueve (constituida en 1501)
- Escuela Pública Unitaria del Valle de Los Nueve (creada en 1868, hoy desaparecida)

Entidades educativas, sociales y culturales
- Asociación de Vecinos “La Ilusión de La Esperanza”
- Asociación de Vecinos “Los Labriegos”
- Patronato de Fiestas “Las Nueve Casas”
- Asociación de vecinos "Arahormaze de Valle de los Nueve"
- Asociación Juvenil “Efecto 2000”
- Agrupación Folclórica "La Parranda del Valle"
- Asociación de Vecinos del Pilar
- Asociación Cultural “Guadalda”
- Club Deportivo “Valle de Los Nueve”

- Datos: Q6159184